# بيل دودغين
بيل دودغين (بالإنجليزية: Bill Dodgin)‏، من مواليد 17 ابريل 1909 في غيتشيد في إنجلترا، وتوفي في 16 أكتوبر 1999، لاعب كرة قدم إنجليزي سابق، ومدرب كرة قدم إنجليزي سابق.
بدأ مسيرته الكروية مع نادي هدرسفيلد تاون في عام 1930، ولعب معهم حتى عام 1932، وشارك في 10 مباريات، وفي عام 1932 انتقل إلى نادي لينكون سيتي، ولعب معهم حتى عام 1934، وشارك معهم في 46 مباراة وسجل هدف واحد، وفي عام 1934 انتقل إلى نادي تشارلتون أثلتك، ولعب معهم حتى عام 1936، وشارك معهم في 29 مباراة، وفي موسم 1936/1937 انتقل إلى نادي بريستول روفرز، ولعب معهم 30 مباراة وسجل هدف واحد، وفي عام 1937 انتقل إلى نادي كلابتون أورينت، ولعب معهم حتى عام 1939، وشارك معهم في 62 مباراة وسجل هدف واحد، وفي عام 1939 انتقل إلى نادي ساوثامبتون، ولعب معهم حتى عام 1946.
بدأ مسيرته التدريبية مع نادي ساوثامبتون في عام 1946، واستمر معهم حتى عام 1949، وفي عام 1949 انتقل إلى تدريب نادي فولهام، ودربهم حتى عام 1953، وفي عام 1953 انتقل إلى تدريب نادي برينتفورد، ودربهم حتى عام 1957، وفي موسم 1957/1958 درب نادي سامبدوريا الإيطالي، وفي عام 1969 انتقل إلى تدريب نادي بريستول روفرز، واستمر معهم حتى عام 1972.

## روابط خارجية
- بيل دودغين على موقع قاعدة بيانات كرة القدم.إي يو (الإنجليزية)
- بيل دودغين على موقع Soccerbase.com (مدرب) (الإنجليزية)